# Остапова
Остапова — деревня в Кудымкарском районе Пермского края. Входила в состав Степановского сельского поселения. Располагается на реке Сергиншорке юго-восточнее от города Кудымкара. Расстояние до районного центра составляет 7 км. По данным Всероссийской переписи населения 2010 года, в деревне проживал 41 человек (18 мужчин и 23 женщины).

## История
По данным на 1 июля 1963 года, в деревне проживало 75 человек. Населённый пункт входил в состав Юринского сельсовета.